# ایستگاه فوکوشیما
ایستگاه فوکوشیما (انگلیسی: Fukushima Station) یک ایستگاه راه‌آهن در فوکوشیما، ژاپن است. این ایستگاه که در سال ۱۸۸۷ تاسیس شده به خطوط مهمی همچون توهوکو شینکانسن، یاماگاتا شینکانسن و خط اصلی توهوکو متصل است.

## نگارخانه

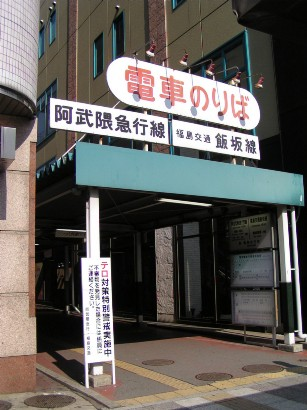
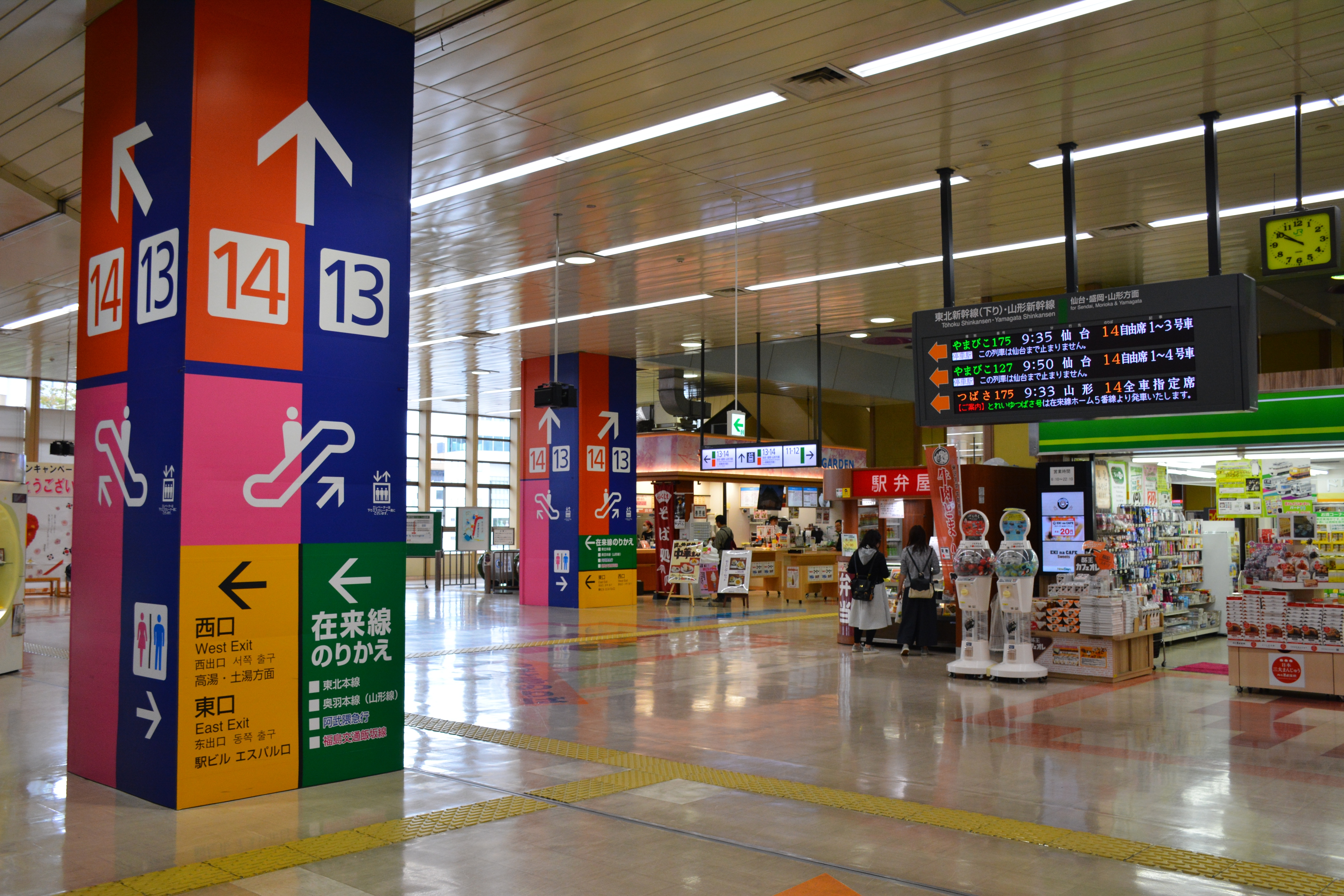
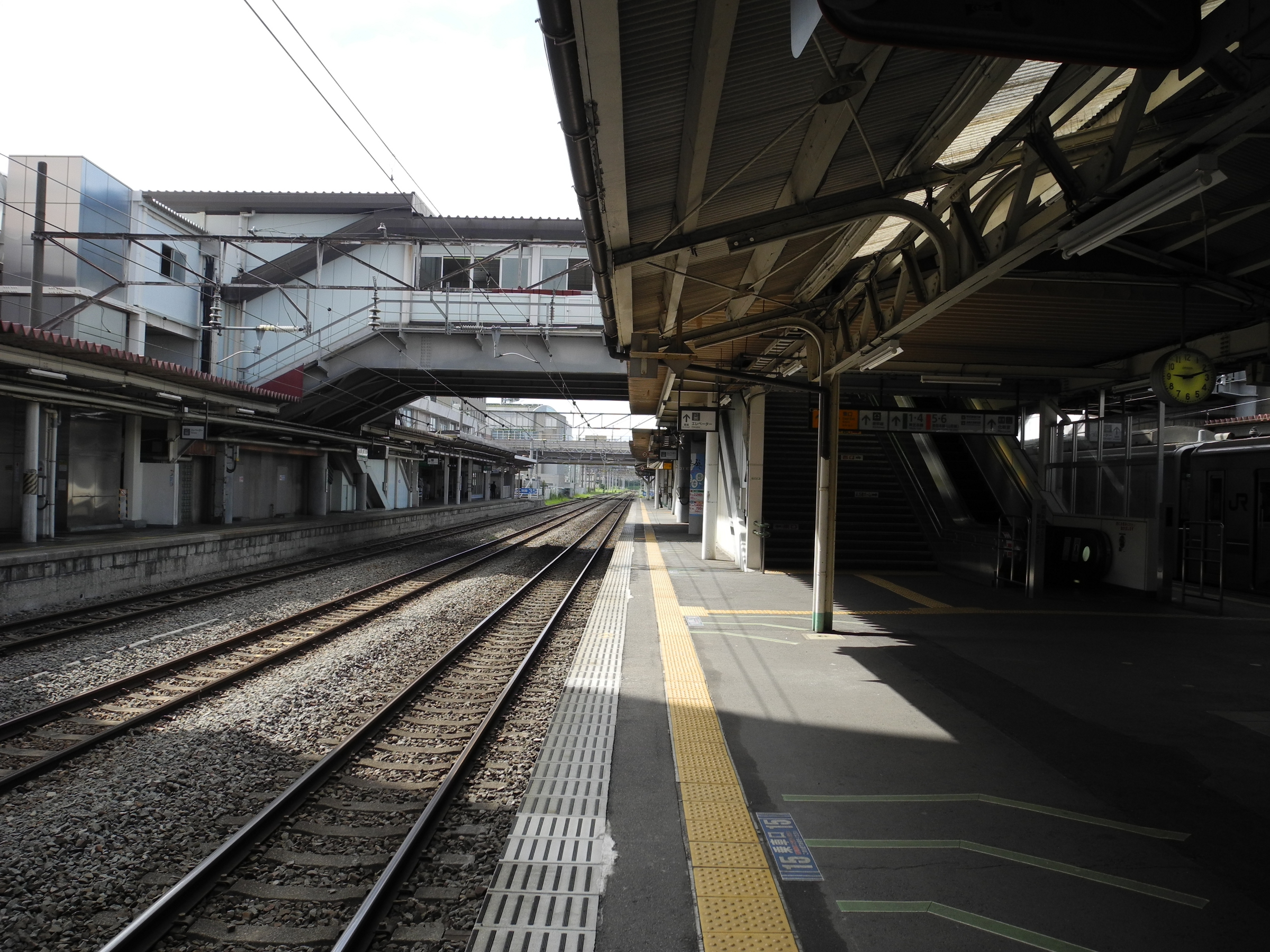
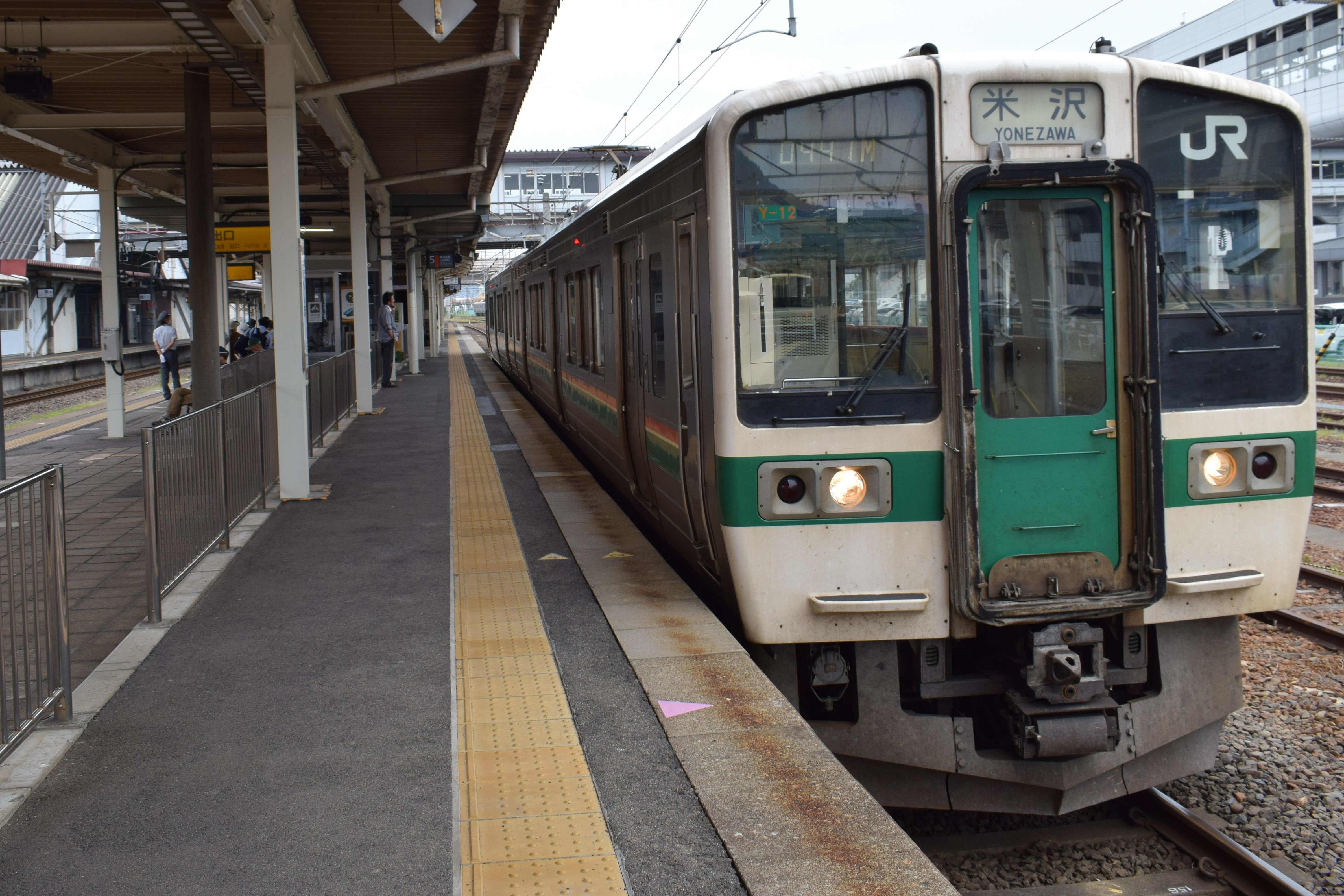